# يو إف سي في 1999
كان عام 1999 هو العام السابع في تاريخ بطولة القتال النهائي (يو إف سي)، وهي عبارة عن ترويج لفنون القتال المختلطة مقره الولايات المتحدة. في عام 1999، عقدت يو إف سي 6 أحداث بدءاً من يو إف سي 18: الطريق إلى لقب الوزن الثقيل.

## قائمة الأحداث
| #   | الحدث                                    | التاريخ        | المكان                     | الموقع                                     | الحضور |
| --- | ---------------------------------------- | -------------- | -------------------------- | ------------------------------------------ | ------ |
| 027 | يو إف سي 23: اليابان النهائي 2           | 19 نوفمبر 1999 | قاعة طوكيو باي إن كيه      | تشيبا، اليابان                             | —      |
| 026 | يو إف سي 22: يمكن أن يكون بطل واحد فقط   | 24 سبتمبر 1999 | مركز ليك تشارلز سيفيك      | ليك تشارلز، لويزيانا، الولايات المتحدة     | —      |
| 025 | يو إف سي 21: عودة الأبطال                | 16 يوليو 1999  | مركز فايف سيزونز للمناسبات | سيدار رابيدز، آيوا، الولايات المتحدة       | —      |
| 024 | يو إف سي 20: معركة الذهب                 | 7 مايو 1999    | قاعة بوتويل التذكارية      | برمنغهام، ألاباما، الولايات المتحدة        | —      |
| 023 | يو إف سي 19: بنادق الشباب النهائي        | 5 مارس 1999    | كازينو ماجيك باي سانت لويس | خليج سانت لويس، ميسيسيبي، الولايات المتحدة | —      |
| 022 | يو إف سي 18: الطريق إلى لقب الوزن الثقيل | 8 يناير 1999   | مركز بونتشارترين           | نيو أورليانز، لويزيانا، الولايات المتحدة   | —      |